# Драга при Сињем Врху
Драга при Сиње Врху (словен. Draga pri Sinjem Vrhu) је насељено место у општини Чрномељ, регија Југоисточна Словенија, Словенија.

## Историја
До територијалне реорганизације у Словенији била је у саставу старе општине Чрномељ.

## Становништво
У попису становништва из 2011. године, Драга при Сињем Врху имала је 15 становника.
| Број становника према пописима | Број становника према пописима | Број становника према пописима |
| ------------------------------ | ------------------------------ | ------------------------------ |
| 1991                           | 2002                           | 2011                           |
| 21                             | 12                             | 15                             |

Напомена: До 1955. исказивано под именом Драга.